# Jack Kevorkian
Jack Kevorkian (ur. 26 maja 1928 w Pontiac, zm. 3 czerwca 2011 w Royal Oak) – amerykański lekarz, patolog, rzecznik eutanazji. Twierdził, że asystował przy co najmniej 130 zabiegach eutanazji osób cierpiących na choroby terminalne. Jest autorem powiedzenia „Dying is not a crime” (umieranie to nie zbrodnia).

## Życiorys
Pochodził z rodziny ormiańskich imigrantów. Był drugim dzieckiem Levona i Satenig. Miał dwie siostry: starszą, Margaret (ur. 1926) oraz młodszą Florę.
Od lat 80. publikował na łamach niemieckiego czasopisma „Medicine and Law” (Medycyna i Prawo) artykuły poświęcone etyce i eutanazji. Od 1987 ogłaszał się w gazetach w Detroit jako doradca medyczny ds. śmierci. W latach 1990–98 asystował przy ponad 130 zabiegach eutanazji. Udostępniał osobom nieuleczalnie chorym urządzenie, które po naciśnięciu guzika wstrzykiwało śmiertelną truciznę. Przyniosło mu to przydomek „Doctor Death” (Doktor Śmierć).
Jako dowód na etyczny aspekt eutanazji Kevorkian w 1998 r. przedstawił w programie 60 Minutes telewizji CBS film pokazujący śmierć cierpiącego na stwardnienie zanikowe boczne (choroba Lou Gehriga) Toma Youka. Film ten stał się podstawą piątego z kolei oskarżenia Kevorkiana o zabójstwo. Wcześniej lekarz był uniewinniany, ale w marcu 1999 sąd w Michigan skazał go na wieloletnie więzienie (od 10 do 25 lat) za morderstwo drugiego stopnia. Kevorkian odbywał wyrok w Michigan. 1 czerwca 2007, po ponad 8 latach w więzieniu, został zwolniony z odbycia pozostałej części kary pod warunkiem, że nikomu już nie pomoże w popełnieniu samobójstwa.
W 2010 roku powstał biograficzny film o doktorze Kevorkianie, pod tytułem Jack, jakiego nie znacie produkcji HBO. W rolę kontrowersyjnego lekarza wcielił się Al Pacino, który za tę rolę otrzymał nagrodę Złotego Globu w kategorii „Najlepszy aktor w miniserialu lub filmie telewizyjnym”.